# Hermannia stuhlmannii
Hermannia stuhlmannii är en malvaväxtart som beskrevs av Karl Moritz Schumann. Hermannia stuhlmannii ingår i släktet Hermannia och familjen malvaväxter. Inga underarter finns listade i Catalogue of Life.